# Valery Arzoumanov
 (août 2025).
Motif : Où sont les sources secondaires, centrées et indépendantes qui montrent que les critères d'admissibilité sont atteints ?
- Archive Wikiwix
- Bing
- Cairn
- DuckDuckGo
- E. Universalis
- Gallica
- Google
- G. Books
- G. News
- G. Scholar
- Persée
- Qwant
- (zh) Baidu
- (ru) Yandex
- (wd) trouver des œuvres sur Wikidata

| 1. | Préciser le motif de la pose du bandeau. | Précisez le motif de la pose du bandeau en utilisant la syntaxe suivante : {{admissibilité à vérifier\|date=août 2025\|motif=remplacez ce texte par le motif}}                         |
| 2. | Informer les utilisateurs concernés.     | Pensez à avertir le créateur de l'article, par exemple, en insérant le code ci-dessous sur sa page de discussion : {{subst:avertissement admissibilité à vérifier\|Valery Arzoumanov}} |

Valery  Arzoumanov, né en 1944 à Kotchmes (près de Vorkouta, en Russie), est un compositeur russe. Il est actuellement professeur d'analyse et de déchiffrage honoraire au CRR de Rouen et réside à Eu (Seine-Maritime), en France.

## Biographie
Il naît près de Vorkouta où ses parents ont été déportés en 1936 comme « ennemis du peuple », et où il vit jusqu’à l’âge de quatorze ans. De 1958 à 1963, il étudie le violon et la composition à l’École spéciale de musique de Leningrad où il obtient son Prix de composition en 1968. Dès cette année-là, il commence à enseigner la composition à l’École spéciale de musique et l’orchestration au Conservatoire de Leningrad. En 1974, ayant épousé Catherine, française professeur de langue russe, Valéry Arzoumanov est contraint d’émigrer en France. De 1974 à 1978, il parachève sa formation auprès d’Olivier Messiaen au Conservatoire de Paris.
On doit à Valery Arzoumanov des études érudites sur la vie et l'œuvre des compositeurs russes Alemdar Karamanov (1934–2007) et Youri Boutsko (1938-2015), ainsi que du compositeur français Olivier Bernard (1925-2019). 
Un hommage a été rendu à Valery Arzoumanov pour ses 70 ans en un concert dédié à sa musique en janvier 2015 au Théâtre du Château d'Eu.
Anthony Girard, à partir de l'opus 100 de Valery Arzoumanov, a consacré une étude au compositeur. Girard a également écrit : « Valery Arzoumanov a construit, en marge des courants de la seconde moitié du XXe siècle, une œuvre puissante et originale, dans l'héritage de Moussorgski et de Chostakovitch, l'influence de Messiaen et des musiques traditionnelles de l'Inde [...] Profondément imaginative, nourrie par la nostalgie de la Russie, sa musique parcourt la multitude des émotions humaines, et témoigne d'une âme profonde ».

## Œuvres (sélection)
Valery Arzoumanov est aujourd’hui à la tête d’un catalogue de près de deux cent cinquante numéros d’opus, allant de l’opéra à la musique de cinéma – les œuvres de ces dernières années révélant une prédilection pour la musique de chambre et les pièces pour piano, violon, violoncelle, voix, chœur.
- Mir, musique romantique pour alto, orchestre à cordes et cloche de l'église, 1990.
- De l'aube au crépuscule, trois chansons russes pour alto et piano, 1997. Partition aux Éditions Combre.
- Trois sonnets de Pétrarque pour voix et ensemble, 2006.
- Sans sommeil, trombone solo. Partition aux Éditions Combre.
- Affrontement, saxophone alto et piano.
- Sept chansons russes, saxophone alto et piano.

## Publications (sélection)
- Valery Arzoumanov, Roger Lersy, Didier Blancho, Edgar Cosma, Michel Aatz, Troisième recueil d'œuvres pour trompette et piano, Éditions G. Billaudot, Paris, 1984.
- Adrienne Clostre, Ramon Pastor et Valery Arzoumanov, Recueil d'œuvres pour flûte à bec soprano et piano, Collection panorama, 1998.
- Valery Arzoumanov, Six valses pour violon et piano: Opus 170, Collection Renaud Capuçon, 2005.
- Valery Arzoumanov, Douze courtes pièces pour les pianistes débutants, Éditions Delatour.
- Valery Arzoumanov, Trois danses pour clarinette et piano, Éditions Delatour.
- Valery Arzoumanov, Trois petites inventions pour piano, Éditions Delatour.